# Marco Aurelio Galindo
Marco Aurelio Galindo (n. Monterrey, Nuevo León, México; 1902 - f. Ciudad de México; 10 de septiembre de 1989) fue un director, escritor, cuentista, ensayista, crítico de cine, guionista, periodista y traductor; sus guiones y películas retrataron el paso por la década de los cuarenta. En el mundo del cine mexicano dirigió cintas como Bodas de fuego (1951), El hombre de la máscara de hierro (1943) y Corazón de niño (1939). Escribió otras como El zurdo (1965), La edad de la tentación (1959) y Se la llevó el Remington (1948).

## Reseña biográfica

### Inicios
Antes de su llegada a México y de iniciarse en el mundo del cine, Galindo vivió en Estados Unidos donde trabajó de traductor en editoriales como Reader’s Digest. Una vez instalado en México, es sus columnas Por una hoja de plata  y los estrenos cinematográficos escribió algunos artículos sobre D.W. Griffith, Tod Browning, Douglas Fairbanks, Mary Pickford, cine alemán, entre muchos temas más. 
Como dramaturgo fue reconocido por Encienda la luz (Comedia en un acto, publicada en El Universal Ilustrado 1923). Estr. 1940, obra que habla sobre los legendarios criminales Lupin y Raffles. También fue considerado un notable cultivador del cuento junto con Mariano Silva y Juan Bustillo Oro. Incursionó en el mundo de la publicidad con Metro-Goldwyn-Mayer en 1934, ocupando el puesto de Jefe del Departamento de Publicidad y Propaganda.

### Carrera
El profesionalismo de su trabajo como escritor de cine ya era reconocido a mediados de la década de los treinta. Para finales de esta década y luego del rodaje de Las Locuras De Don Juan, al ser mencionado como adaptador del argumento original de Carlos Arniches se decía que Marco Aurelio Galindo se acomodaba perfecto a su pequeño Hollywood. 
Junto con su hermano menor, el director Alejandro Galindo, intentaron dar un nuevo dinamismo al cine mexicano en películas como El rápido de las 9:15, la cual fue premiada por la Asociación de Productores Mexicanos; Virgen de media noche y Tribunal de justicia, entre algunas otras. Fue autor de más de 60 guiones y argumentos, también trató temas de jóvenes como la soledad, la sexualidad y demás.
En 1953 recibió el Premio Ariel en la categoría de Mejor Adaptación por la cinta Los Fernández de Peralvillo. Fue presidente de la primera mesa directiva de la Sociedad Civil de Autores y Adaptadores cinematográficos desde el 19 de noviembre de 1958. Tradujo obras de autores como Eugene O’Neill y Joseph Conrad; su traducción fue publicada en 1982 por Premiá en su colección La nave de locos.
Casi hasta el año de su muerte siguió escribiendo y supervisando guiones y argumentos para las películas de su hermano Alejandro. También dirigió películas como Bodas de fuego o El Hombre Lobo.

### Filmografía
| Título                            | Año  | Rol                | Nota                   |
| --------------------------------- | ---- | ------------------ | ---------------------- |
| La gran noticia                   | 1923 | Escritor           | ---                    |
| Corazón bandolero                 | 1934 | Escritor           | Diálogo                |
| María Elena                       | 1936 | Escritor           | ---                    |
| Perjura                           | 1938 | Escritor           | ---                    |
| El muerto murió                   | 1939 | Escritor           | Guion                  |
| Corazón de niño                   | 1939 | Escritor, Director | ---                    |
| El rápido de las 9:15             | 1941 | Escritor           | Adaptación de historia |
| Virgen de medianoche              | 1942 | Escritor           | ---                    |
| Tierra de pasiones                | 1943 | Escritor           | Diálogo - Guion        |
| El hombre de la máscara de hierro | 1943 | Escritor, Director | ---                    |
| La monja alférez                  | 1944 | Escritor           | ---                    |
| Tribunal de justicia              | 1944 | Escritor           | ---                    |
| Rosa del Caribe                   | 1946 | Escritor           | Guion                  |
| Yo maté a Rosita Alvírez          | 1947 | Escritor           | ---                    |
| Se la llevó el Remington          | 1948 | Escritor           | ---                    |
| Bodas de fuego                    | 1951 | Escritor, Director | ---                    |
| Los Fernández de Peralvillo       | 1954 | Escritor           | Adaptación             |
| La desconocida                    | 1954 | Escritor           | Adaptación             |
| Con quién andan nuestras hijas    | 1956 | Escritor           | Historia               |
| El gallo colorado                 | 1957 | Escritor           | ---                    |
| El caso de una adolescente        | 1958 | Escritor           | Historia               |
| La edad de la tentación           | 1959 | Escritor           | ---                    |
| ¡Yo sabía demasiado!              | 1960 | Escritor           | ---                    |
| El justiciero vengador            | 1962 | Escritor           | Historia-Adaptación    |
| La emboscada mortal               | 1962 | Escritor           | Historia-Adaptación    |
| El Zurdo                          | 1965 | Escritor           | ---                    |

## Premios Recibidos
| Festival             | Premio       | Año  | Categoría        | Trabajo                            |
| -------------------- | ------------ | ---- | ---------------- | ---------------------------------- |
| Ariel Awards, México | Silver Ariel | 1955 | Mejor Adaptación | Los Fernández de Peralvillo (1954) |